# Sportåret 1779

## Händelser

### Boxning
- 25 september – Duggan Fearns besegrar Harry Sellers i Slough och tar därmed över den engelska mästerskapstiteln i tungvikt. Fearns vinner på knockout efter en och en halv minut av första ronden. Fearns försvarar aldrig sin titel, som så småningom återgår till Sellers.[1]

### Cricket
- Okänt datum – Hampshire CCC, även känd som Hambledon Club, vinner County Championship (en inofficiell titel fram till 1890, då de första officiella mästarna koras).

### Hästsport
- 14 maj – Oaks Stakes, det näst äldsta av de fem stora årgångsloppen i Storbritannien, löps på Epsom Downs Racecourse i Epsom för första gången.[2]